# Saint-André-de-Najac
Pour les articles homonymes, voir Saint-André et Najac.
Saint-André-de-Najac est une commune française, située dans le département de l'Aveyron en région Occitanie.

## Géographie

### Localisation
La commune est limitrophe des départements du département du Tarn et de Tarn-et-Garonne.

### Communes limitrophes
Les communes limitrophes sont  Bor-et-Bar, La Fouillade, Laguépie, Montirat, Najac, Saint-Christophe et Saint-Martin-Laguépie.
| Najac                        | La Fouillade            |                 |
| Laguépie (Tarn-et-Garonne)   | Saint-André-de-Najac    | Bor-et-Bar      |
| Saint-Martin-Laguépie (Tarn) | Saint-Christophe (Tarn) | Montirat (Tarn) |

### Hydrographie

#### Réseau hydrographique

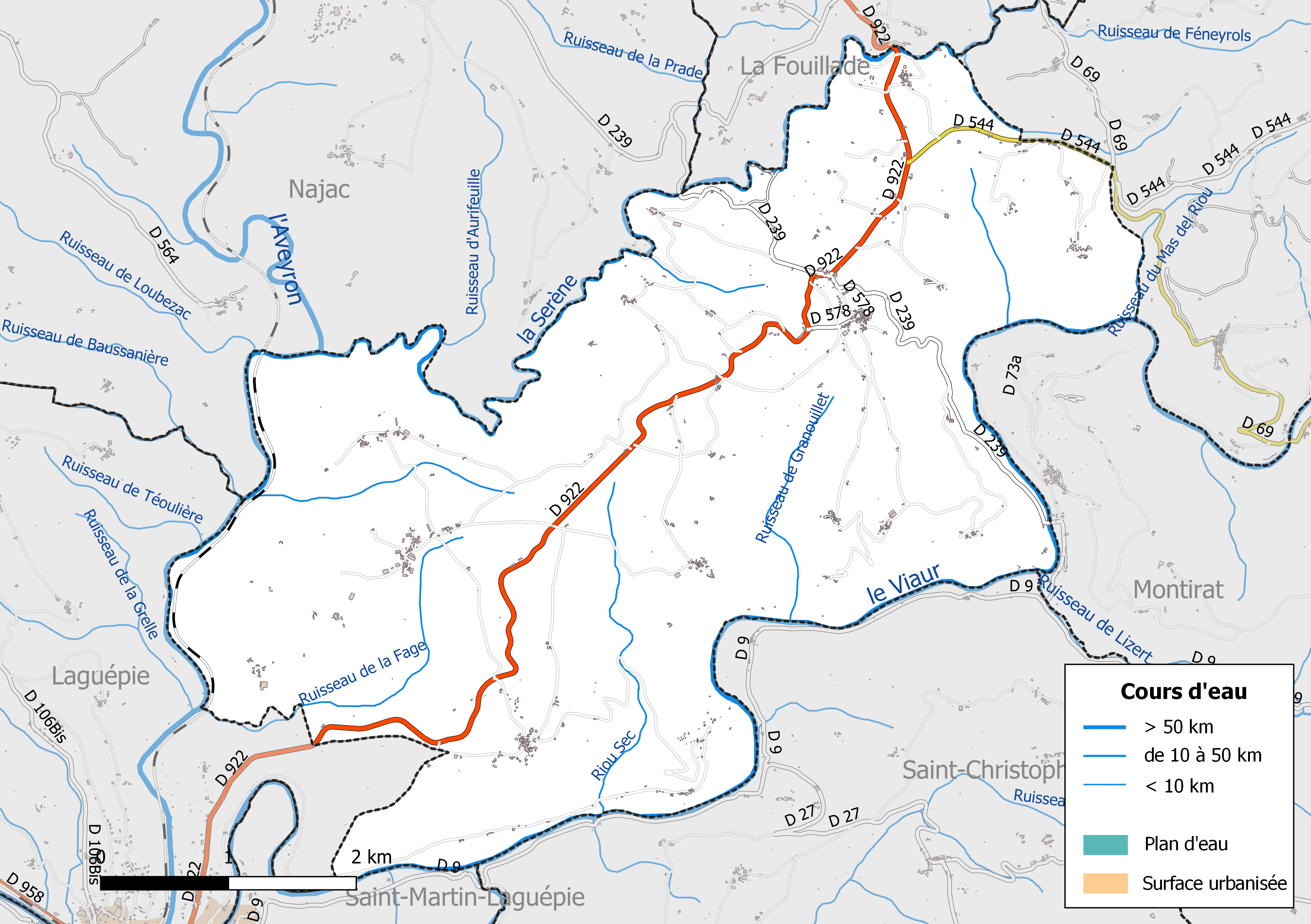
Réseaux hydrographique et routier de Saint-André-de-Najac.

La commune est drainée par l'Aveyron, le Viaur, la Serène, le riou Sec, le ruisseau de Granouillet, le ruisseau de la Fage, le ruisseau de la Mine, le ruisseau du Mas del Riou et par divers petits cours d'eau.
L'Aveyron, d'une longueur totale de 290,6 km, prend sa source dans la commune de Sévérac d'Aveyron et se jette  dans le Tarn à Barry-d'Islemade, après avoir arrosé 60 communes.
Le Viaur prend sa source à 1 086 m d’altitude dans la région naturelle du Lévézou qui présente un relief vallonné, dans la commune de Vézins-de-Lévézou pour confluer, après avoir parcouru environ 168 km, avec l'Aveyron à 146 m d’altitude en limite de Laguépie (Tarn-et-Garonne) et Saint-Martin-Laguépie (Tarn), après avoir arrosé 30 communes.
La Serène, d'une longueur totale de 32,2 km, prend sa source dans la commune de Le Bas Ségala et se jette  dans  l'Aveyron à Saint-André-de-Najac, après avoir arrosé 8 communes.
Le Ruisseau de Candour, d'une longueur totale de 19,1 km, prend sa source dans la commune de Mirandol-Bourgnounac (81) et se jette  dans le Viaur à Saint-André-de-Najac, après avoir arrosé 9 communes.

#### Gestion des cours d'eau
Afin d’atteindre le bon état des eaux imposé par la Directive-cadre sur l'eau du 23 octobre 2000, plusieurs outils de gestion intégrée s’articulent à différentes échelles pour définir et mettre en œuvre un programme d’actions de réhabilitation et de gestion des milieux aquatiques : le SDAGE (Schéma directeur d'aménagement et de gestion des eaux), à l’échelle du bassin hydrographique, et le SAGE (Schéma d'aménagement et de gestion des eaux), à l’échelle locale. Ce dernier fixe les objectifs généraux d’utilisation, de mise en valeur et de protection quantitative et qualitative des ressources en eau superficielle et souterraine. Trois SAGE sont mis en oeuvre dans le département de l'Aveyron.
La commune fait partie du SAGE du bassin versant du Viaur, approuvé le 28 mars 2018, au sein du SDAGE Adour-Garonne. Le périmètre de ce SAGE couvre 89 communes, sur trois départements (Aveyron, Tarn et Tarn-et-Garonne),. Le pilotage et l’animation du SAGE sont assurés par l’établissement public d'aménagement et de gestion des eaux (EPAGE) du bassin du Viaur, une structure qui regroupe les établissements publics de coopération intercommunale à fiscalité propre (EPCI-FP) dont le territoire est inclus (en totalité ou partiellement) dans le bassin hydrographique du Viaur et les structures gestionnaires de l’alimentation en eau potable des populations et qui disposent d’une ressource sur le bassin versant du Viaur. Il correspond à l’ancien syndicat mixte du Bassin versant du Viaur,.

### Climat
Pour des articles plus généraux, voir Climat de l'Occitanie et Climat de l'Aveyron.
En 2010, le climat de la commune est de type climat océanique altéré, selon une étude s'appuyant sur une série de données couvrant la période 1971-2000. En 2020, Météo-France publie une typologie des climats de la France métropolitaine dans laquelle la commune est exposée à un climat océanique altéré et est dans une zone de transition entre les régions climatiques « Aquitaine, Gascogne » et « Sud-est du Massif Central ».
Pour la période 1971-2000, la température annuelle moyenne est de 12,4 °C, avec une amplitude thermique annuelle de 15,8 °C. Le cumul annuel moyen de précipitations est de 955 mm, avec 10,8 jours de précipitations en janvier et 6,2 jours en juillet. Pour la période 1991-2020, la température moyenne annuelle observée sur la station météorologique la plus proche, située sur la commune de Monteils à 10 km à vol d'oiseau, est de 12,8 °C et le cumul annuel moyen de précipitations est de 898,8 mm,. Pour l'avenir, les paramètres climatiques de la commune estimés pour 2050 selon différents scénarios d'émission de gaz à effet de serre sont consultables sur un site dédié publié par Météo-France en novembre 2022.

### Milieux naturels et biodiversité

#### Sites Natura 2000

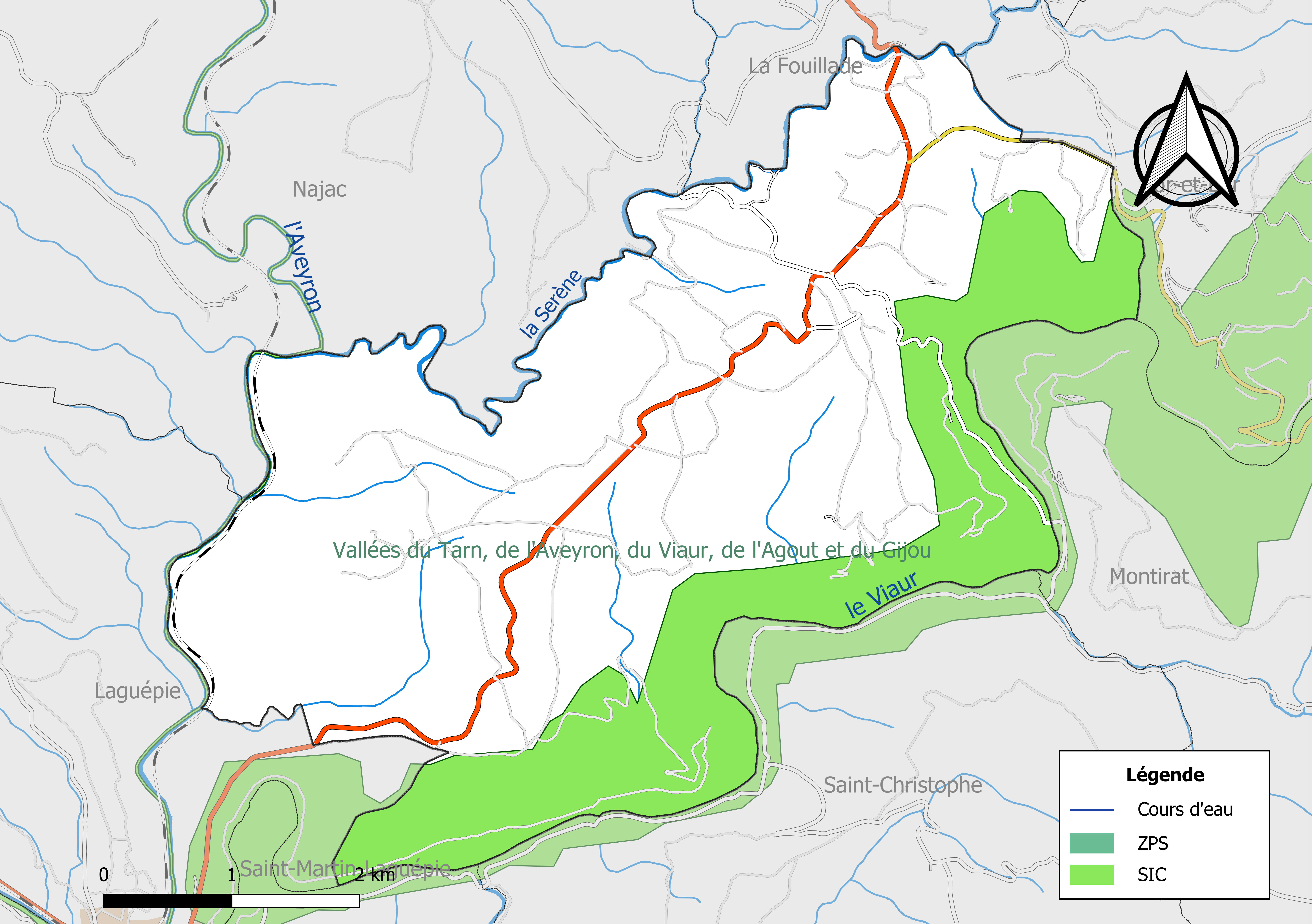
Sites Natura 2000 sur le territoire communal.

Le réseau Natura 2000 est un réseau écologique européen de sites naturels d’intérêt écologique élaboré à partir des Directives « Habitats » et « Oiseaux ». Ce réseau est constitué de Zones spéciales de conservation (ZSC) et de Zones de protection spéciale (ZPS). Dans les zones de ce réseau, les États Membres s'engagent à maintenir dans un état de conservation favorable les types d'habitats et d'espèces concernés, par le biais de mesures réglementaires, administratives ou contractuelles.
Un site Natura 2000 a été défini sur la commune au titre de la « directive Habitats » : 
Les « Vallées du Tarn, de l'Aveyron, du Viaur, de l'Agout et du Gijou », d'une superficie de 17 144 ha, s'étendent sur 136 communes dont 41 dans l'Aveyron, 8 en Haute-Garonne, 50 dans le Tarn et 37 dans le Tarn-et-Garonne. Elles présentent une très grande diversité d'habitats et d'espèces dans ce vaste réseau de cours d'eau et de gorges. La présence de la Loutre d'Europe et de la moule perlière d'eau douce est également d'un intérêt majeur.

#### Zones naturelles d'intérêt écologique, faunistique et floristique
L’inventaire des zones naturelles d'intérêt écologique, faunistique et floristique (ZNIEFF) a pour objectif de réaliser une couverture des zones les plus intéressantes sur le plan écologique, essentiellement dans la perspective d’améliorer la connaissance du patrimoine naturel national et de fournir aux différents décideurs un outil d’aide à la prise en compte de l’environnement dans l’aménagement du territoire.
Le territoire communal de Saint-André-de-Najac comprend deux ZNIEFF de type 1,, 
la « Basse vallée du Viaur » (3 509 ha), couvrant 11 communes dont 5 dans l'Aveyron, 5 dans le Tarn et 1 dans le Tarn-et-Garonne ;
et la « Rivière Aveyron » (3 500 ha), couvrant 63 communes dont 38 dans l'Aveyron, 5 dans le Tarn et 20 dans le Tarn-et-Garonne
et deux ZNIEFF de type 2, : 
- la « Vallée de l'Aveyron » (14 644 ha), qui s'étend sur 68 communes dont 41 dans l'Aveyron, 5 dans le Tarn et 22 dans le Tarn-et-Garonne[24] ;
- la « Vallée du Viaur et ses affluents » (27 587 ha), qui s'étend sur 56 communes dont 45 dans l'Aveyron, 10 dans le Tarn et 1 dans le Tarn-et-Garonne[25].

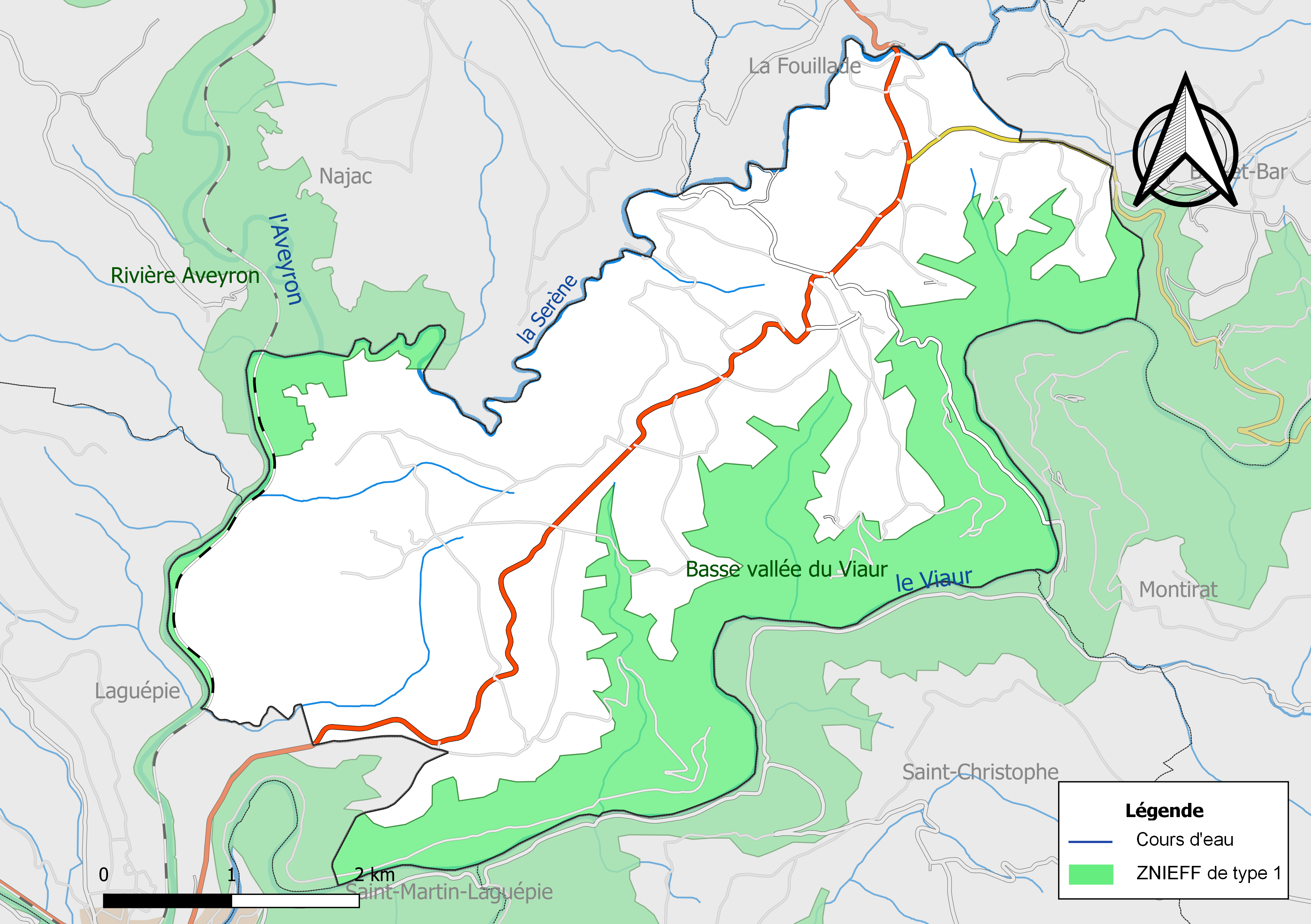
Carte des ZNIEFF de type 1 de la commune.
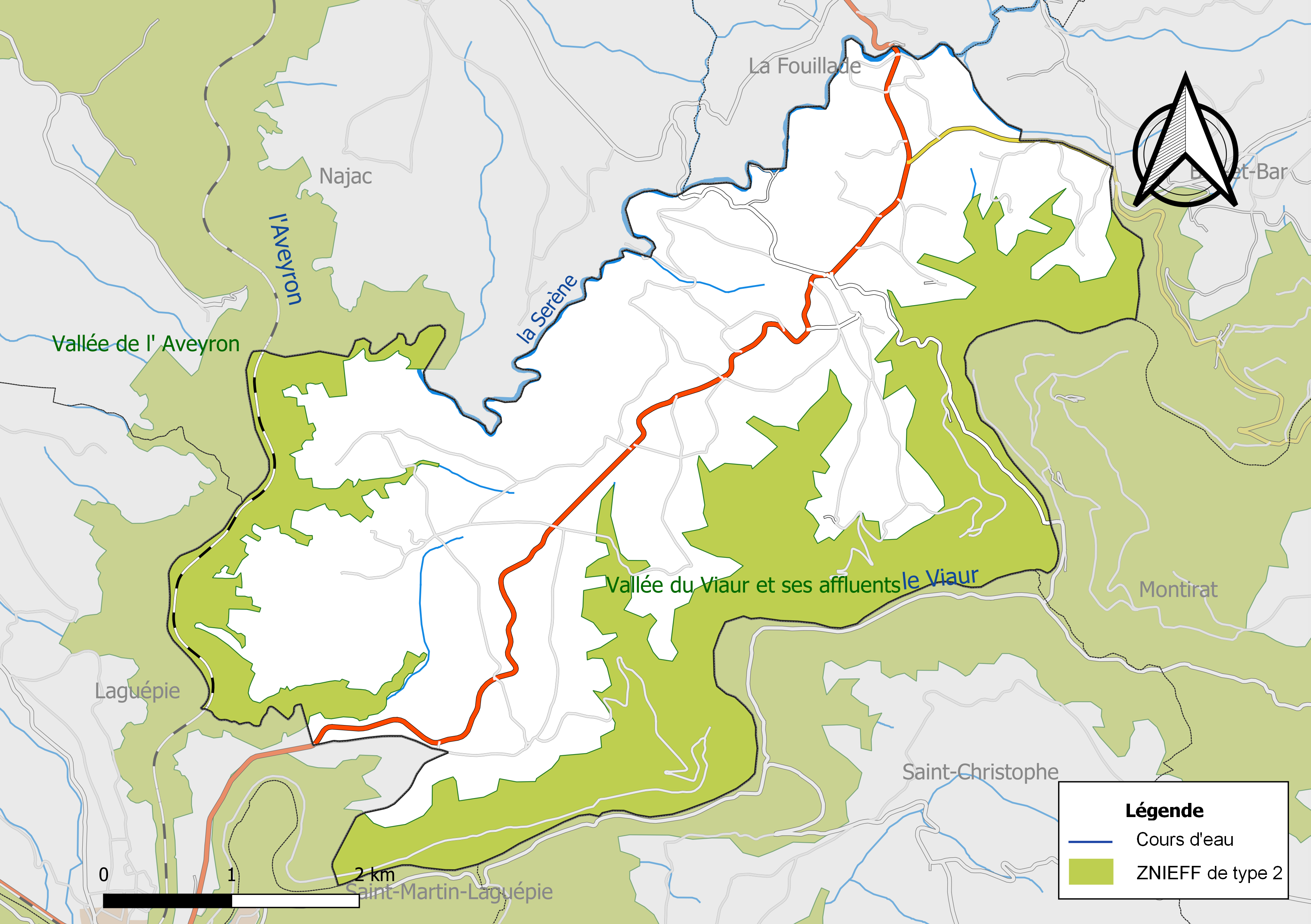
Carte des ZNIEFF de type 2 de la commune.

## Urbanisme

### Typologie
Au 1er janvier 2024, Saint-André-de-Najac est catégorisée commune rurale à habitat très dispersé, selon la nouvelle grille communale de densité à sept niveaux définie par l'Insee en 2022.
Elle est située hors unité urbaine et hors attraction des villes,.

### Occupation des sols

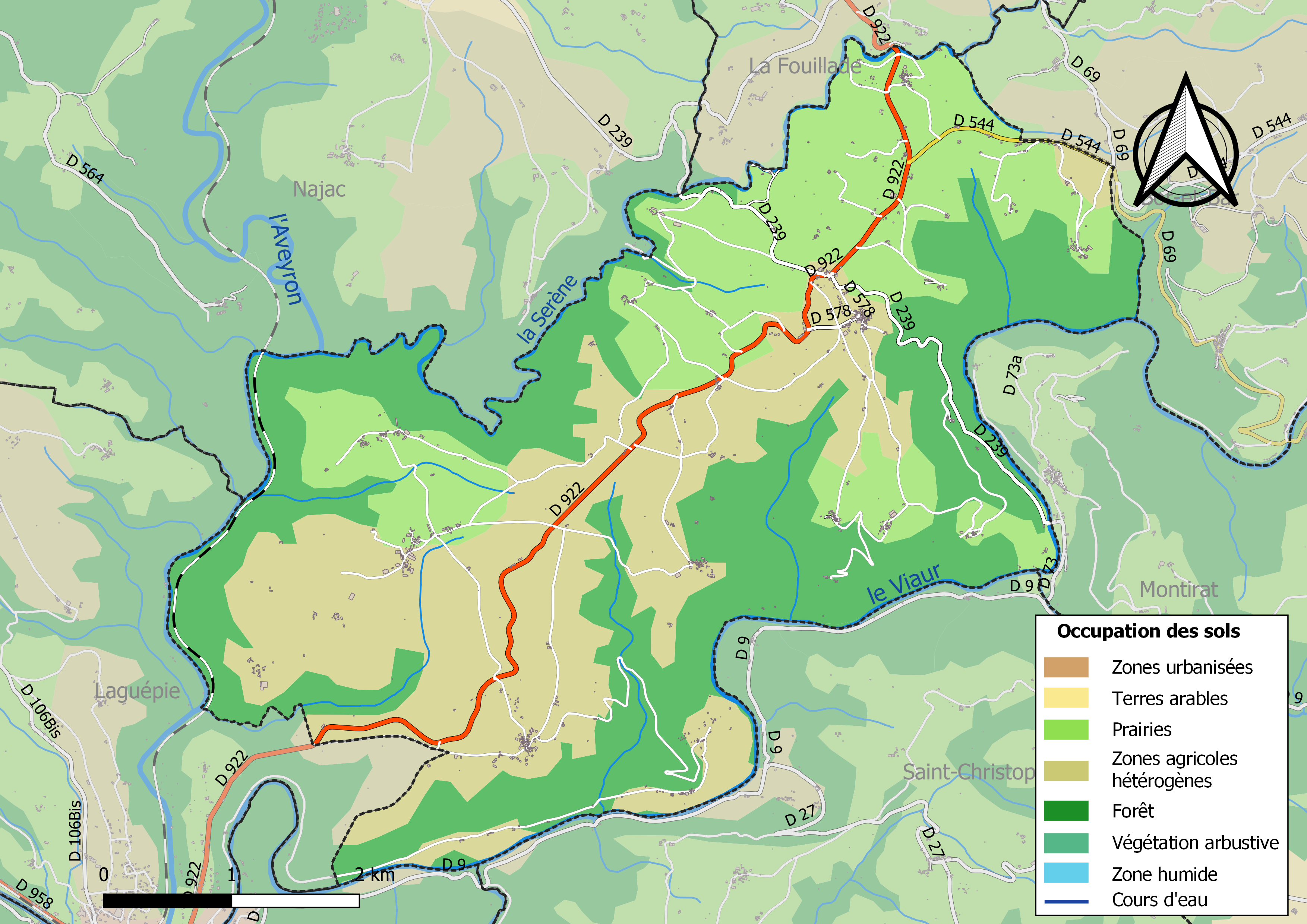
Infrastructures et occupation des sols de la commune de Saint-André-de-Najac.

L'occupation des sols de la commune, telle qu'elle ressort de la base de données européenne d’occupation biophysique des sols Corine Land Cover (CLC), est marquée par l'importance des territoires agricoles (60,6 % en 2018), une proportion identique à celle de 1990 (60,6 %). La répartition détaillée en 2018 est la suivante : 
forêts (39,4 %), zones agricoles hétérogènes (35,2 %), prairies (25,4 %).

### Planification
La loi SRU du 13 décembre 2000 a incité fortement les communes à se regrouper au sein d’un établissement public, pour déterminer les partis d’aménagement de l’espace au sein d’un SCoT, un document essentiel d’orientation stratégique des politiques publiques à une grande échelle. La commune est dans le territoire du SCoT du Centre Ouest Aveyron  approuvé en février 2020. La structure porteuse est le Pôle d'équilibre territorial et rural Centre Ouest Aveyron, qui associe neuf EPCI, notamment Ouest Aveyron Communauté, dont la commune est membre.
La commune, en 2017, avait engagé l'élaboration d'un plan local d'urbanisme.

### Risques majeurs
Le territoire de la commune de Saint-André-de-Najac est vulnérable à différents aléas naturels : inondations, climatiques (hiver exceptionnel ou canicule), feux de forêts et séisme (sismicité très faible).
Il est également exposé à deux risques technologiques, le transport de matières dangereuses et la rupture d'un barrage, et à deux risques particuliers, les risques radon et minier,.

#### Risques naturels

Zones inondables de la commune de Saint-André-de-Najac.

Certaines parties du territoire communal sont susceptibles d’être affectées par le risque d’inondation par débordement de l'Aveyron. Un plan des surfaces submersibles (PSS), premier document cartographique réglementant l'occupation du sol en zone inondable pour les cours d'eau domaniaux, a été établi en 1964. Compte tenu du peu d’enjeux exposés à ces inondations, aucun plan de prévention du risque d’inondation n’a été prescrit. Néanmoins la loi Barnier du 2 février 1995 confère aux PSS un statut de plan de prévention des risques (PPR ), les rendant par conséquent opposables au tiers et faisant entrer le territoire de la commune dans le champ d'application de l'obligation d'information des acquéreurs locataires.
Le Plan départemental de protection des forêts contre les incendies découpe le département de l’Aveyron en sept « bassins de risque » et définit une sensibilité des communes à l’aléa feux de forêt (de faible à très forte). La commune est classée en sensibilité moyenne.

#### Risques technologiques
Le risque de transport de matières dangereuses sur la commune est lié à sa traversée par une route à fort trafic et une ligne de chemin de fer. Un accident se produisant sur de telles infrastructures est en effet susceptible d’avoir des effets graves sur le bâti ou les personnes jusqu’à 350 m, selon la nature du matériau transporté. Des dispositions d’urbanisme peuvent être préconisées en conséquence.
Dans le département de l'Aveyron on dénombre huit grands barrages susceptibles d’occasionner des dégâts en cas de rupture. La commune fait partie des 64 communes susceptibles d’être touchées par l’onde de submersion consécutive à la rupture d’un de ces barrages.

#### Risques particuliers
La commune est concernée par le risque minier, principalement lié à l’évolution des cavités souterraines laissées à l’abandon et sans entretien après l’exploitation des mines.
Dans plusieurs parties du territoire national, le radon, accumulé dans certains logements ou autres locaux, peut constituer une source significative d’exposition de la population aux rayonnements ionisants. Toutes les communes du département sont concernées par le risque radon à un niveau plus ou moins élevé. Selon le dossier départemental des risques majeurs du département établi en 2013, la commune de Saint-André-de-Najac est classée à risque moyen à élevé. Un décret du 4 juin 2018 a modifié la terminologie du zonage définie dans le code de la santé publique et a été complété par un arrêté du 27 juin 2018 portant délimitation des zones à potentiel radon du territoire français. La commune est désormais en zone 3, à savoir zone à potentiel radon significatif.

## Politique et administration

### Découpage territorial
La commune de Saint-André-de-Najac est membre de la Ouest Aveyron Communauté, un établissement public de coopération intercommunale (EPCI) à fiscalité propre créé le 1er janvier 2017 dont le siège est à Villefranche-de-Rouergue. Ce dernier est par ailleurs membre d'autres groupements intercommunaux.
Sur le plan administratif, elle est rattachée à l'arrondissement de Villefranche-de-Rouergue, au département de l'Aveyron et à la région Occitanie. Sur le plan électoral, elle dépend du  canton d'Aveyron et Tarn pour l'élection des conseillers départementaux, depuis le redécoupage cantonal de 2014 entré en vigueur en 2015, et de la deuxième circonscription de l'Aveyron  pour les élections législatives, depuis le dernier découpage électoral de 2010.

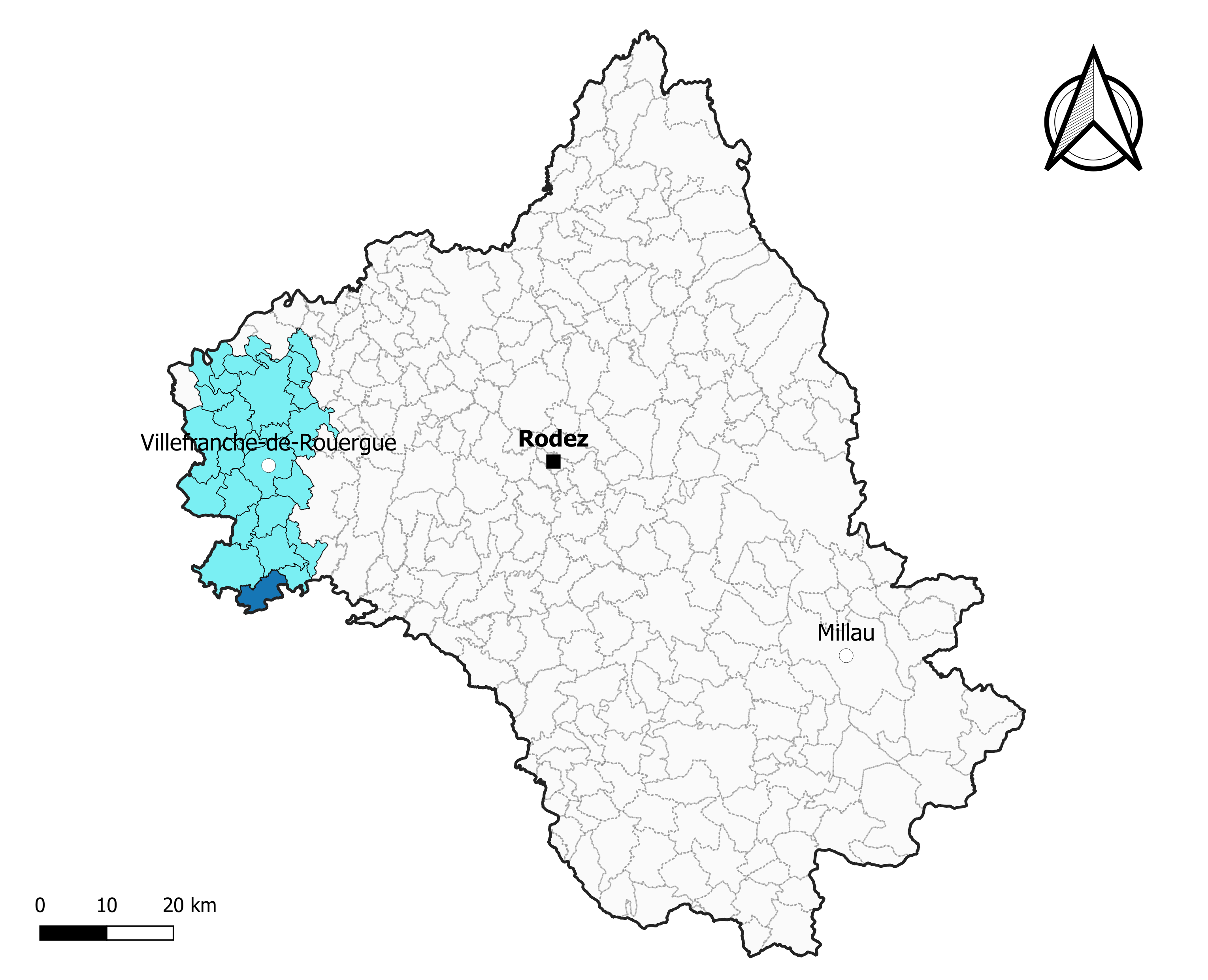
Saint-André-de-Najac dans l'intercommunalité en 2020.
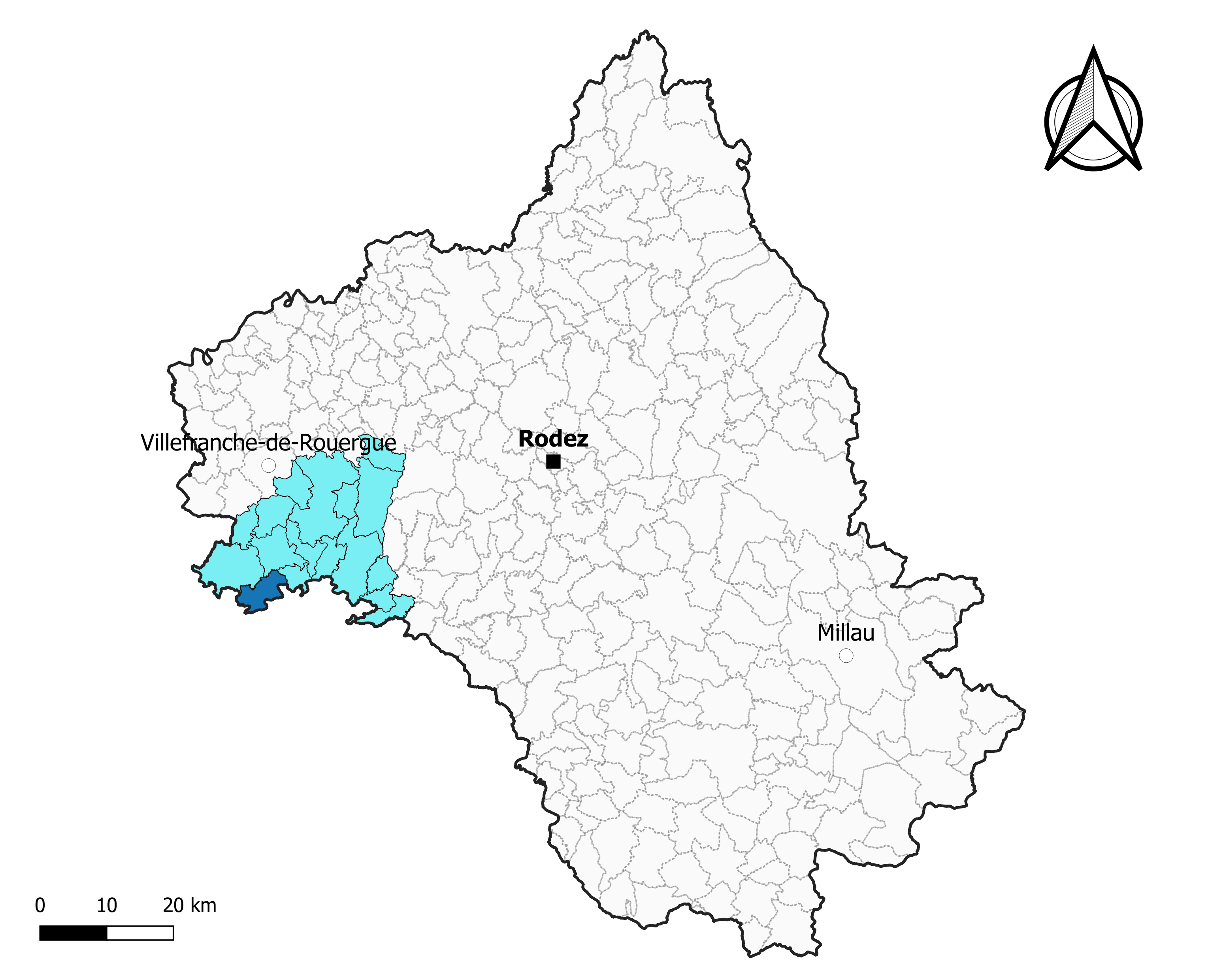
Saint-André-de-Najac dans le canton d'Aveyron et Tarn en 2020.
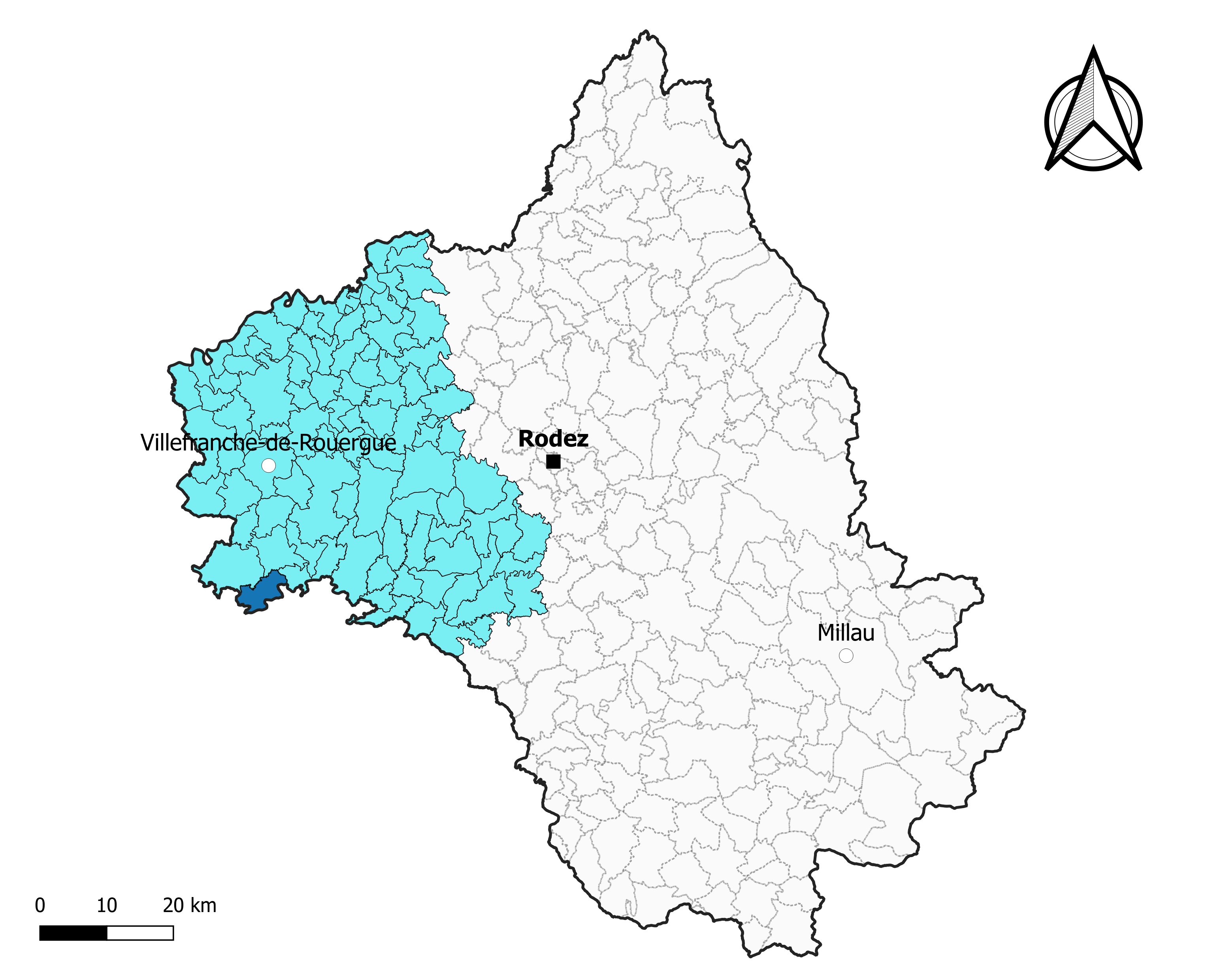
Saint-André-de-Najac dans l'arrondissement de Villefranche-de-Rouergue en 2020.

### Élections municipales et communautaires

#### Élections de 2020
Le conseil municipal de Saint-André-de-Najac, commune de moins de 1 000 habitants, est élu au scrutin majoritaire plurinominal à deux tours avec candidatures isolées ou groupées et possibilité de panachage. Compte tenu de la population communale, le nombre de sièges à pourvoir lors des élections municipales de 2020 est de 11. Sur les vingt candidats en lice, onze sont élus dès le premier tour, le 15 mars 2020, correspondant à la totalité des sièges à pourvoir, avec un taux de participation de 48,05 %.
Christophe Dega est élu nouveau maire de la commune le 25 mai 2020.
Dans les communes de moins de 1 000 habitants, les conseillers communautaires sont désignés parmi les conseillers municipaux élus en suivant l’ordre du tableau (maire, adjoints puis conseillers municipaux) et dans la limite du nombre de sièges attribués à la commune au sein du conseil communautaire. Un siège est attribué à la commune au sein de la Ouest Aveyron Communauté.

#### Liste des maires
| Période                                  | Période  | Identité         | Étiquette | Qualité                              |
| ---------------------------------------- | -------- | ---------------- | --------- | ------------------------------------ |
| mars 2014                                | mai 2020 | André Dalet      |           | Retraité agricole                    |
| mai 2020                                 | En cours | Christophe Dega, |           | Agriculteur sur moyenne exploitation |
| Les données manquantes sont à compléter. |          |                  |           |                                      |

## Démographie
L'évolution du nombre d'habitants est connue à travers les recensements de la population effectués dans la commune depuis 1793. Pour les communes de moins de 10 000 habitants, une enquête de recensement portant sur toute la population est réalisée tous les cinq ans, les populations de référence des années intermédiaires étant quant à elles estimées par interpolation ou extrapolation. Pour la commune, le premier recensement exhaustif entrant dans le cadre du nouveau dispositif a été réalisé en 2008.

En 2022, la commune comptait 455 habitants, en évolution de +6,31 % par rapport à 2016 (Aveyron : +0,37 %, France hors Mayotte : +2,11 %).
| 1793 | 1800  | 1806  | 1821  | 1831  | 1836  | 1841  | 1846  | 1851  |
| ---- | ----- | ----- | ----- | ----- | ----- | ----- | ----- | ----- |
| 973  | 1 594 | 1 967 | 1 974 | 2 000 | 1 388 | 1 463 | 1 541 | 1 511 |

| 1856  | 1861  | 1866  | 1872  | 1876  | 1881  | 1886  | 1891  | 1896  |
| ----- | ----- | ----- | ----- | ----- | ----- | ----- | ----- | ----- |
| 1 559 | 1 646 | 1 745 | 1 572 | 1 669 | 1 615 | 1 574 | 1 455 | 1 416 |

| 1901  | 1906  | 1911  | 1921  | 1926 | 1931 | 1936 | 1946 | 1954 |
| ----- | ----- | ----- | ----- | ---- | ---- | ---- | ---- | ---- |
| 1 340 | 1 277 | 1 194 | 1 018 | 927  | 871  | 869  | 813  | 686  |

| 1962 | 1968 | 1975 | 1982 | 1990 | 1999 | 2006 | 2008 | 2013 |
| ---- | ---- | ---- | ---- | ---- | ---- | ---- | ---- | ---- |
| 625  | 550  | 540  | 509  | 426  | 373  | 408  | 418  | 419  |

| 2018 | 2022 | - | - | - | - | - | - | - |
| ---- | ---- | - | - | - | - | - | - | - |
| 457  | 455  | - | - | - | - | - | - | - |

## Économie

### Revenus
En 2018  (données Insee publiées en septembre 2021), la commune compte 190 ménages fiscaux, regroupant 390 personnes. La médiane du revenu disponible par unité de consommation est de 18 770 € (20 640 € dans le département).

### Emploi
| Division       | 2008   | 2013   | 2018  |
| -------------- | ------ | ------ | ----- |
| Commune        | 11,8 % | 12,6 % | 9,2 % |
| Département    | 5,4 %  | 7,1 %  | 7,1 % |
| France entière | 8,3 %  | 10 %   | 10 %  |

En 2018, la population âgée de 15 à 64 ans s'élève à 249 personnes, parmi lesquelles on compte 69,5 % d'actifs (60,2 % ayant un emploi et 9,2 % de chômeurs) et 30,5 % d'inactifs,. En  2018, le taux de chômage communal (au sens du recensement) des 15-64 ans est supérieur à celui du département, mais inférieur à celui de la France, alors qu'il était supérieur à celui de la France en 2008.
La commune est hors attraction des villes,. Elle compte 84 emplois en 2018, contre 110 en 2013 et 71 en 2008. Le nombre d'actifs ayant un emploi résidant dans la commune est de 155, soit un indicateur de concentration d'emploi de 54,2 % et un taux d'activité parmi les 15 ans ou plus de 44,8 %.
Sur ces 155 actifs de 15 ans ou plus ayant un emploi, 71 travaillent dans la commune, soit 46 % des habitants. Pour se rendre au travail, 70,3 % des habitants utilisent un véhicule personnel ou de fonction à quatre roues, 3,2 % les transports en commun, 7,1 % s'y rendent en deux-roues, à vélo ou à pied et 19,4 % n'ont pas besoin de transport (travail au domicile).

### Activités hors agriculture

#### Secteurs d'activités
49 établissements sont implantés  à Saint-André-de-Najac au 31 décembre 2019. Le tableau ci-dessous en détaille le nombre par secteur d'activité et compare les ratios avec ceux du département,.
| Secteur d'activité                                                                                        | Commune | Commune | Département |
| Secteur d'activité                                                                                        | Nombre  | %       | %           |
| --- | ------- | ------- | ----------- |
| Ensemble                                                                                                  | 49      |         |             |
| Industrie manufacturière, industries extractives et autres                                                | 12      | 24,5 %  | (17,7 %)    |
| Construction                                                                                              | 12      | 24,5 %  | (13 %)      |
| Commerce de gros et de détail, transports, hébergement et restauration                                    | 12      | 24,5 %  | (27,5 %)    |
| Activités financières et d'assurance                                                                      | 1       | 2 %     | (3,4 %)     |
| Activités spécialisées, scientifiques et techniques et activités de services administratifs et de soutien | 5       | 10,2 %  | (12,4 %)    |
| Administration publique, enseignement, santé humaine et action sociale                                    | 2       | 4,1 %   | (12,7 %)    |
| Autres activités de services                                                                              | 5       | 10,2 %  | (7,8 %)     |

Le secteur du commerce de gros et de détail, des transports, de l'hébergement et de la restauration est prépondérant sur la commune puisqu'il représente 24,5 % du nombre total d'établissements de la commune (12 sur les 49 entreprises implantées  à Saint-André-de-Najac), contre 27,5 % au niveau départemental.

#### Entreprises
Les deux entreprises ayant leur siège social sur le territoire communal qui génèrent le plus de chiffre d'affaires en 2020 sont : 
- SARL Marty Et Fils, activités de soutien aux cultures (117 k€)
- Andrieu Invest, activités des sociétés holding (71 k€)

### Agriculture
La commune est dans le Segala, une petite région agricole occupant l'ouest du département de l'Aveyron. En 2020, l'orientation technico-économique de l'agriculture  sur la commune est l'élevage bovin, orientation mixte lait et viande.
|               | 1988  | 2000  | 2010  | 2020  |
| ------------- | ----- | ----- | ----- | ----- |
| Exploitations | 11    | 8     | 8     | 26    |
| SAU (ha)      | 2 754 | 3 047 | 2 828 | 1 380 |

Le nombre d'exploitations agricoles en activité et ayant leur siège dans la commune est passé de 11 lors du recensement agricole de 1988  à 8 en 2000 puis à 8 en 2010 et enfin à 26 en 2020, soit une baisse de 2 % en 32 ans. Le même mouvement est observé à l'échelle du département qui a perdu pendant cette période 51 % de ses exploitations,. La surface agricole utilisée sur la commune a également diminué, passant de 2 754 ha en 1988 à 1 380 ha en 2020. Parallèlement la surface agricole utilisée moyenne par exploitation a baissé, passant de 250 à 53 ha.

## Culture locale et patrimoine

### Lieux et monuments
- Église Saint-André de Saint-André-de-Najac.
- Église de l'Assomption de Béteille.
- Chapelle Notre-Dame de Laval.

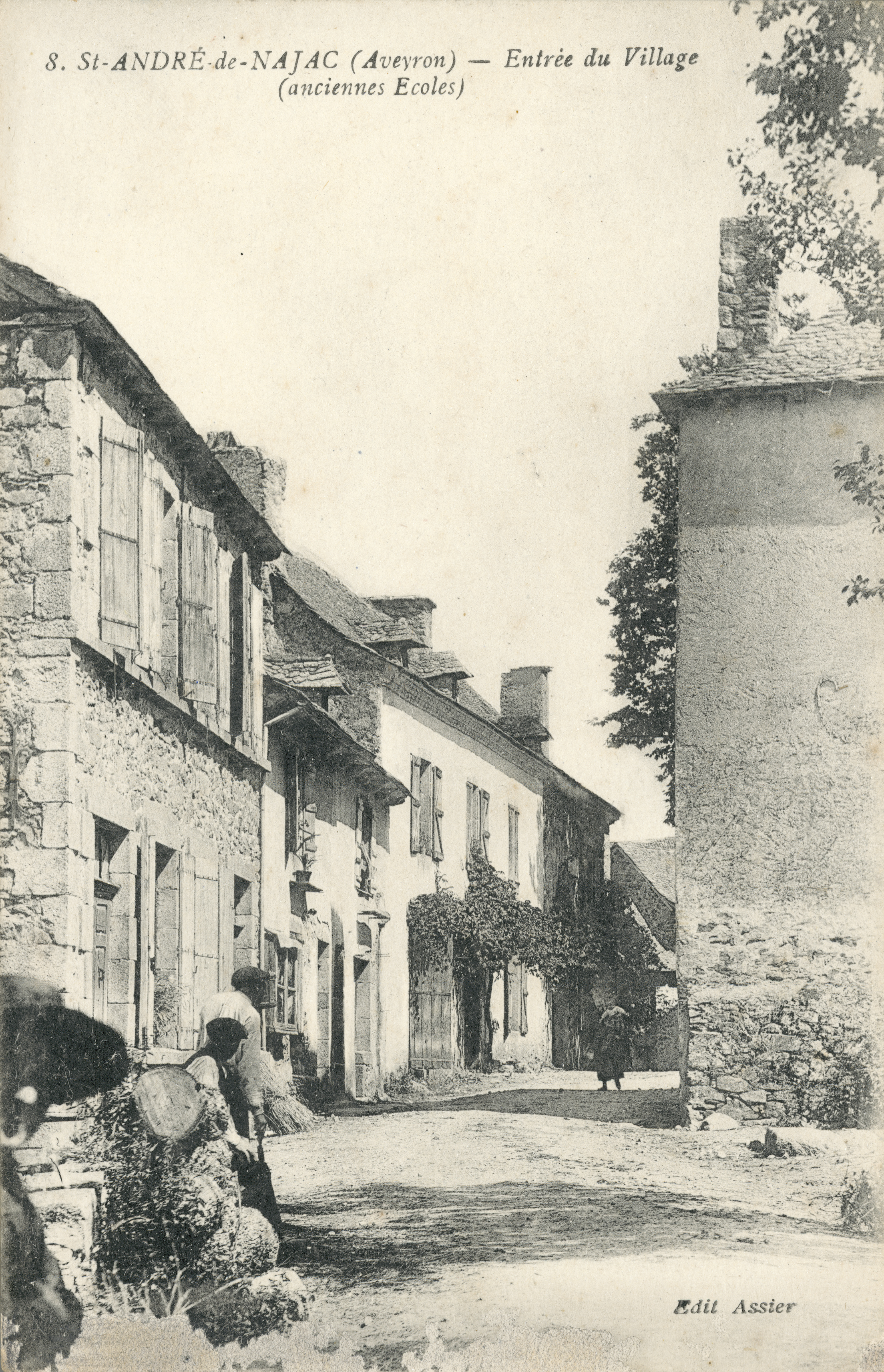
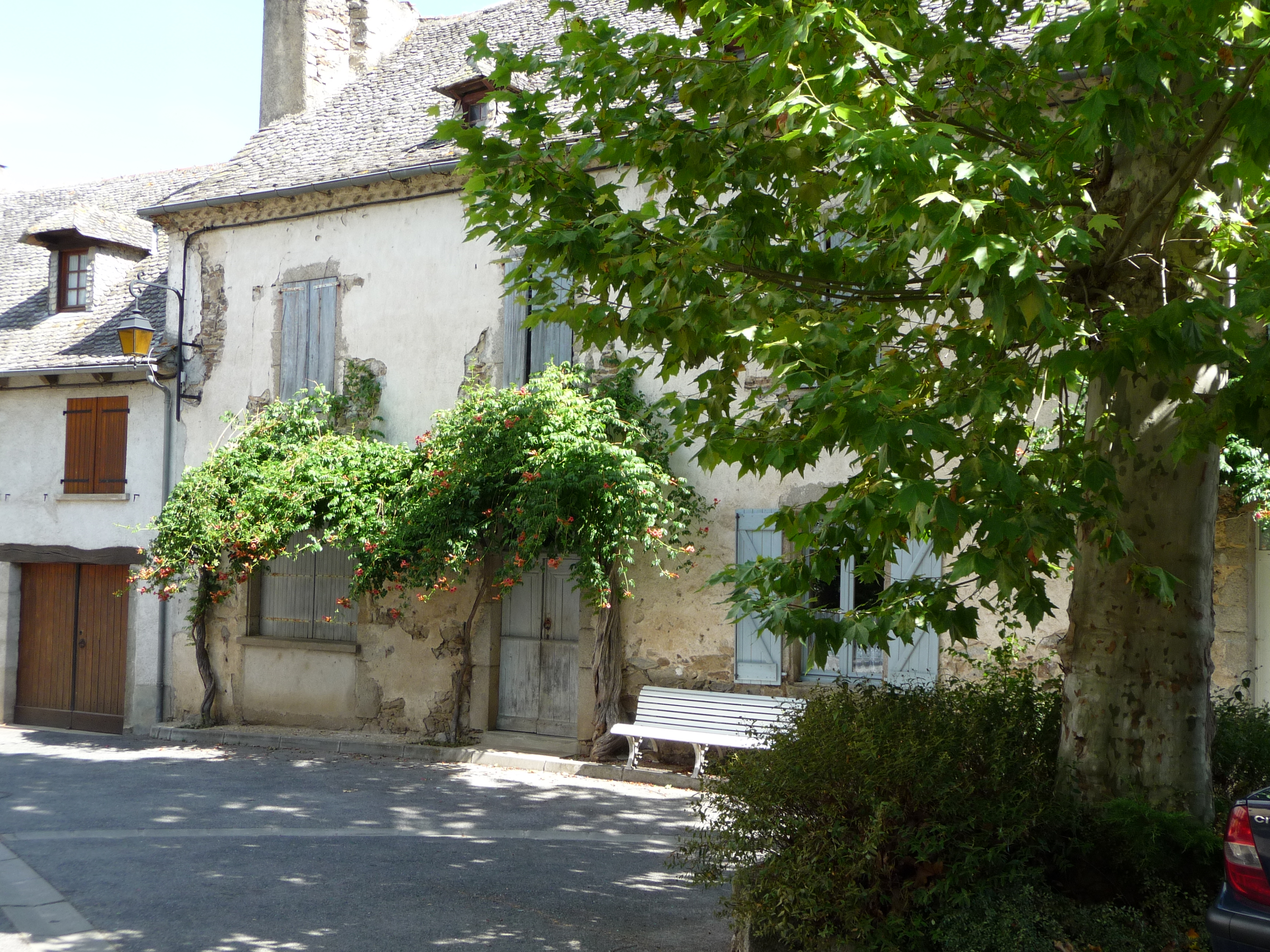
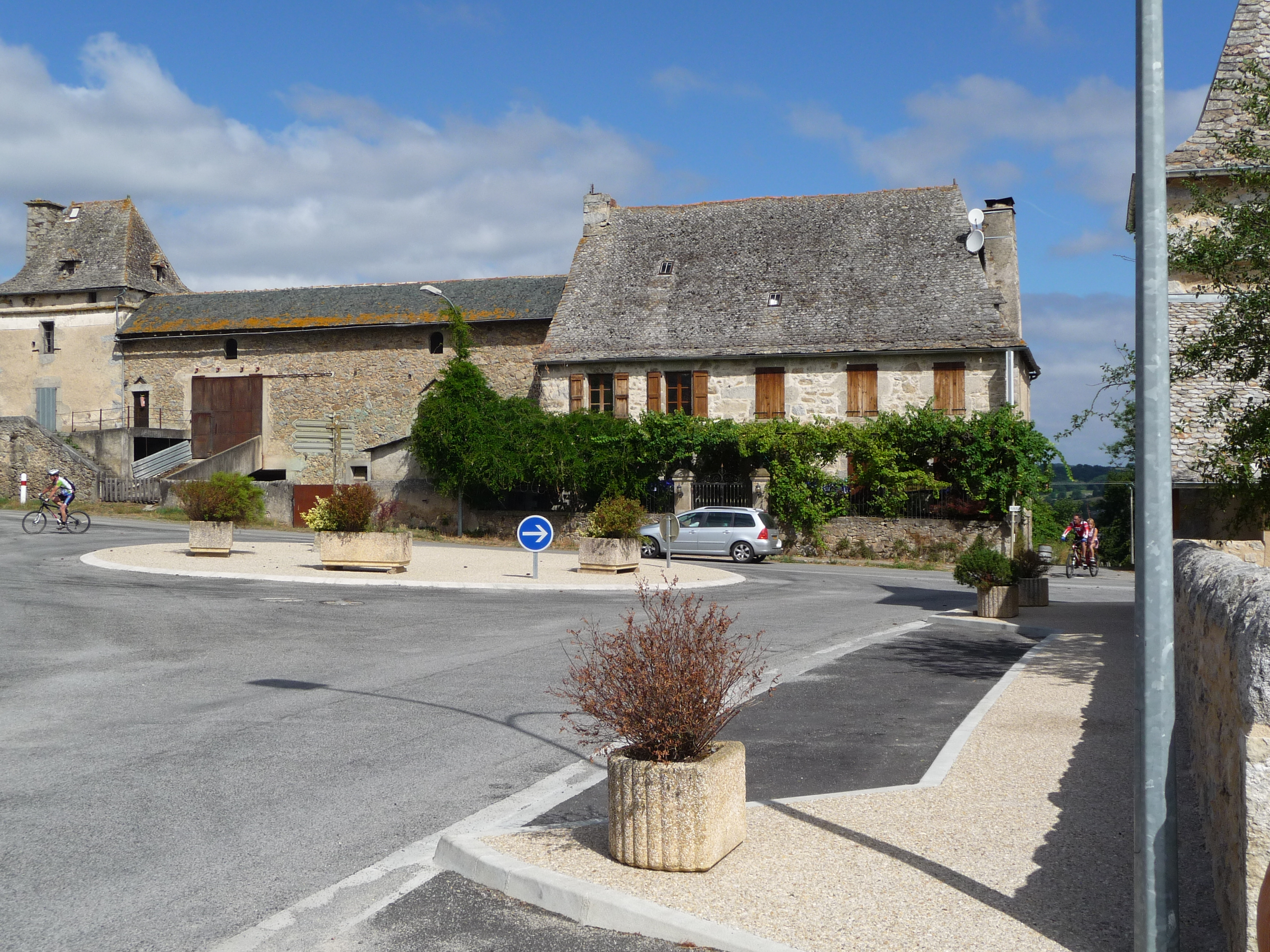
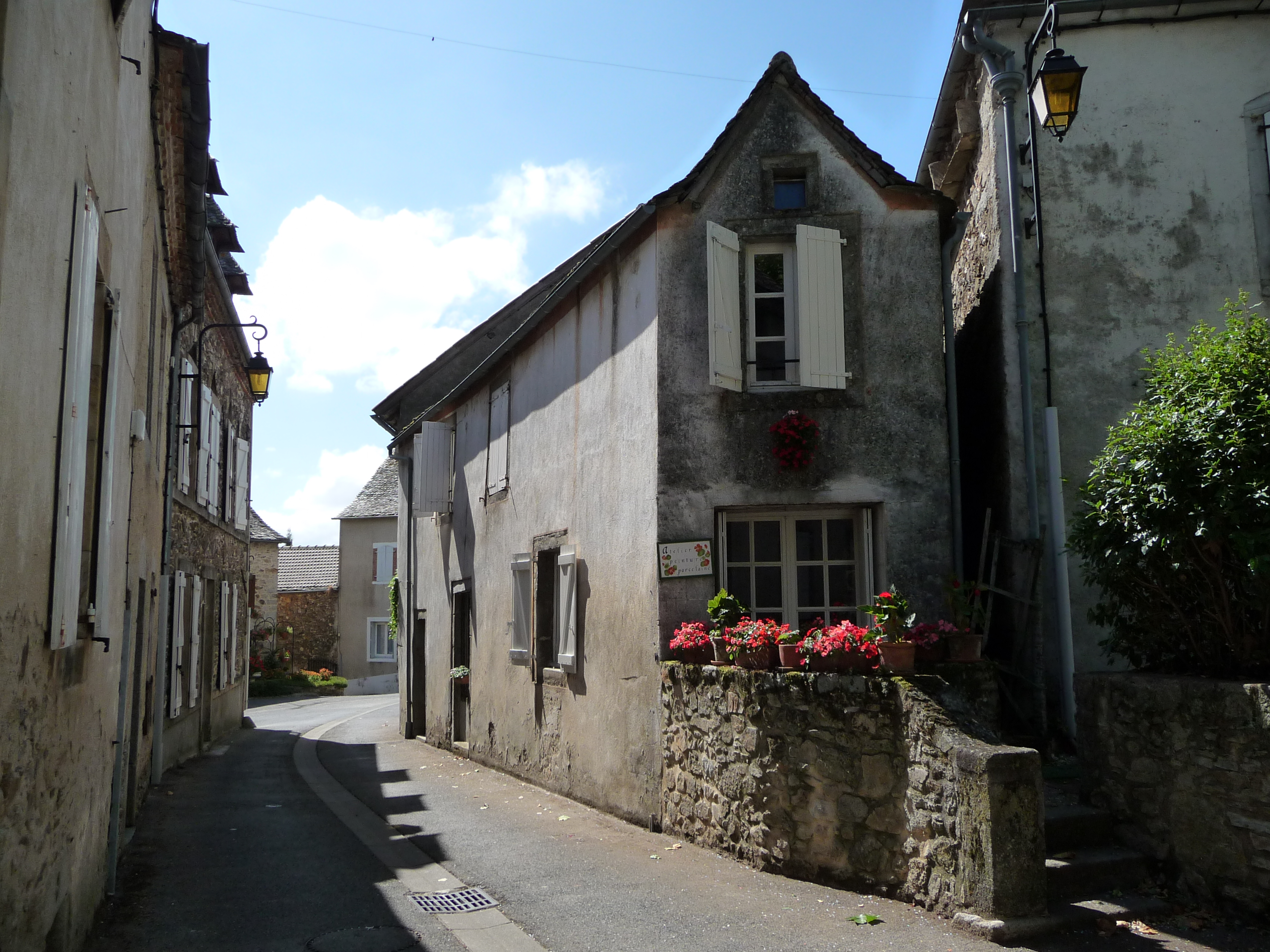

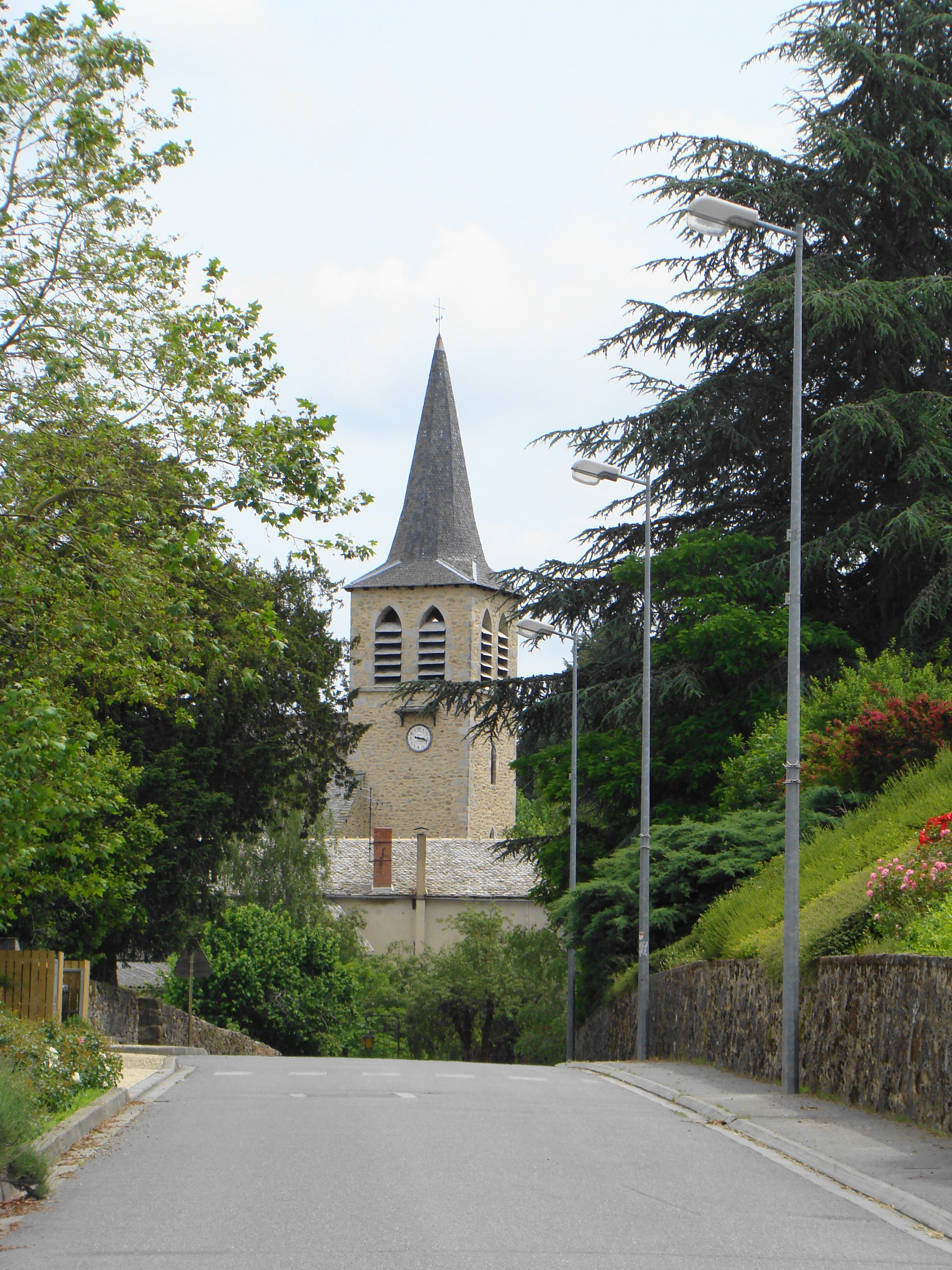
Église Saint-André de Saint-André-de-Najac
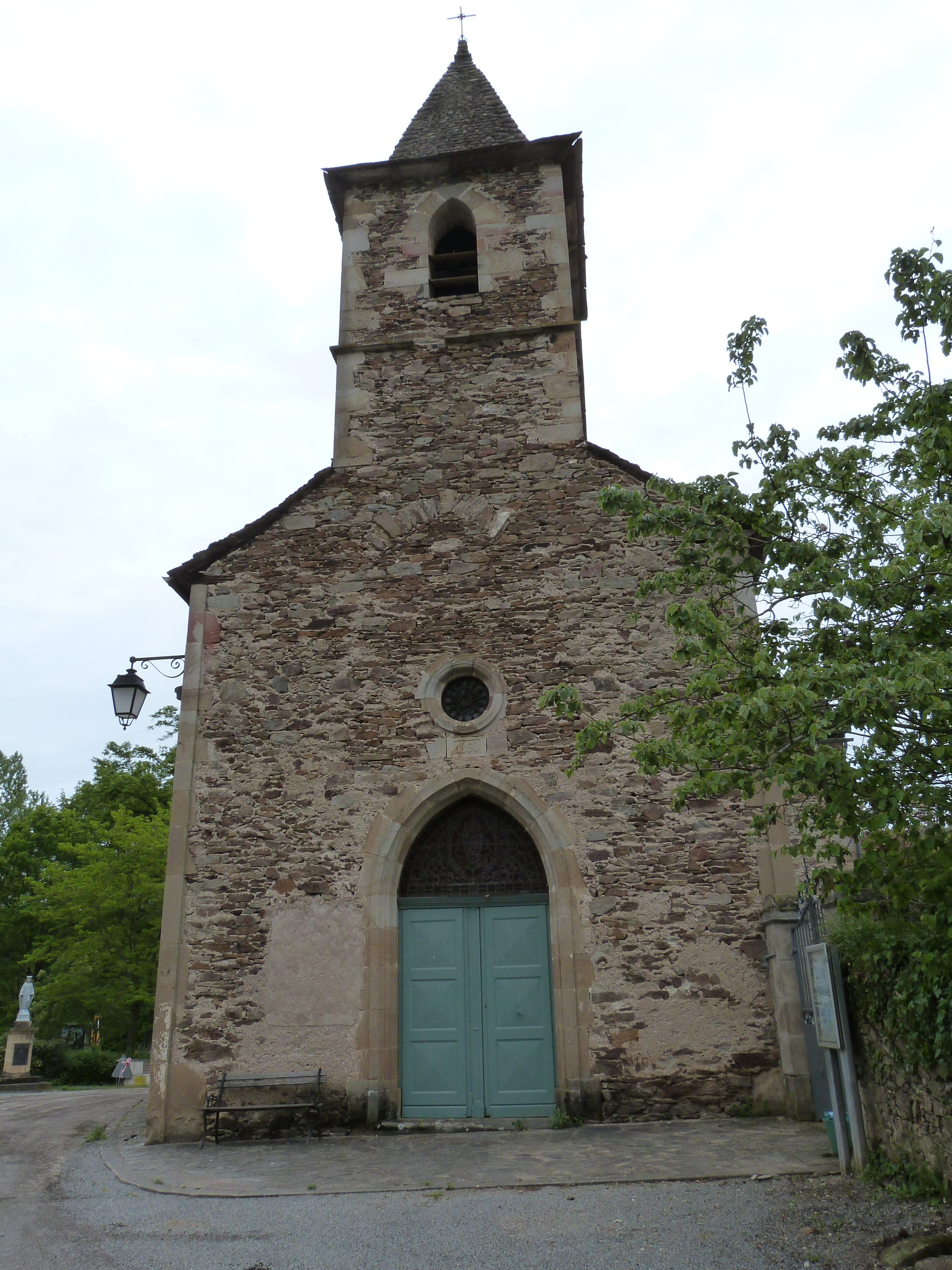
Chapelle Notre-Dame de Laval

### Personnalités liées à la commune
- Justin Bessou, écrivain et poète de langue d'oc, curé de Saint-André de Najac de 1886 à 1906. Il y organisa du 7 au 14 septembre 1902 une rencontre poétique avec les écrivains de langue d'oc Prosper Estieu, Antonin Perbosc et Arsène Vermenouze
- Joan Bodon, écrivain occitan, instituteur stagiaire à Saint-André de Najac en 1940